# Alma Bennett Morgan
Alma Bennett Morgan (Monongalia,  Virginia Occidental, 24 de junio de 1877 - 4 de abril de 1960) fue la esposa del exgobernador de Virginia Occidental, Ephraim F. Morgan, y fue primera dama de Virginia Occidental desde 1921 hasta 1925. 

## Biografía
Alma nació en 1877 en el condado de Monongalia, Virginia Occidental. Sus padres fueron Albert e Isabelle Bennett. Dio clases en la escuela del condado de Marion, Virginia Occidental . Allí conoció a Ephraim F. Morgan y se casaron en septiembre de 1903. Como primera dama, se opuso firmemente al consumo de alcohol y realizó una campaña activa por el derecho del voto femenino. Colaboró con sus ideas al diseño del arquitecto Walter F. Martens de la Mansión del Gobernador de Virginia Occidental. Se mudaron a la mansión recién construida seis días antes de dejar el cargo. Tras dejar este, los Morgan vivieron en Washington D. C. y en Fairmont, Virginia Occidental. La pareja tuvo dos hijos. Uno de ellos murió cuando tenía quince meses. Después del fallecimiento de su esposo en 1950, Alma se mudó a Morgantown, Virginia Occidental, donde murió el 5 de abril de 1960.